# Шоулан
Мыс Шоулан (азерб. Şüvəlan burnu) — мыс в Азербайджане, в северо-восточной оконечности Апшеронского полуострова. Мыс расположен к северо-востоку от посёлка Шувелян.
Поверхность мыса покрыта песками. Глубины в районе мыса относительно велики. К северу от мыса имеется отмель, с подводными и надводными камнями и два каменных островка.